# Sioux County (North Dakota)
Sioux County is een county in de Amerikaanse staat North Dakota.
De county heeft een landoppervlakte van 2.834 km² en telt 4.044 inwoners (volkstelling 2000). De hoofdplaats is Fort Yates. Het volledige grondgebied van de county maakt deel uit van het indianenreservaat Standing Rock.
Adams County · Barnes County · Benson County · Billings County · Bottineau County · Bowman County · Burke County · Burleigh County · Cass County · Cavalier County · Dickey County · Divide County · Dunn County · Eddy County · Emmons County · Foster County · Golden Valley County · Grand Forks County · Grant County · Griggs County · Hettinger County · Kidder County · La Moure County · Logan County · McHenry County · McIntosh County · McKenzie County · McLean County · Mercer County · Morton County · Mountrail County · Nelson County · Oliver County · Pembina County · Pierce County · Ramsey County · Ransom County · Renville County · Richland County · Rolette County · Sargent County · Sheridan County · Sioux County · Slope County · Stark County · Steele County · Stutsman County · Towner County · Traill County · Walsh County · Ward County · Wells County · Williams County